# 桐生新町

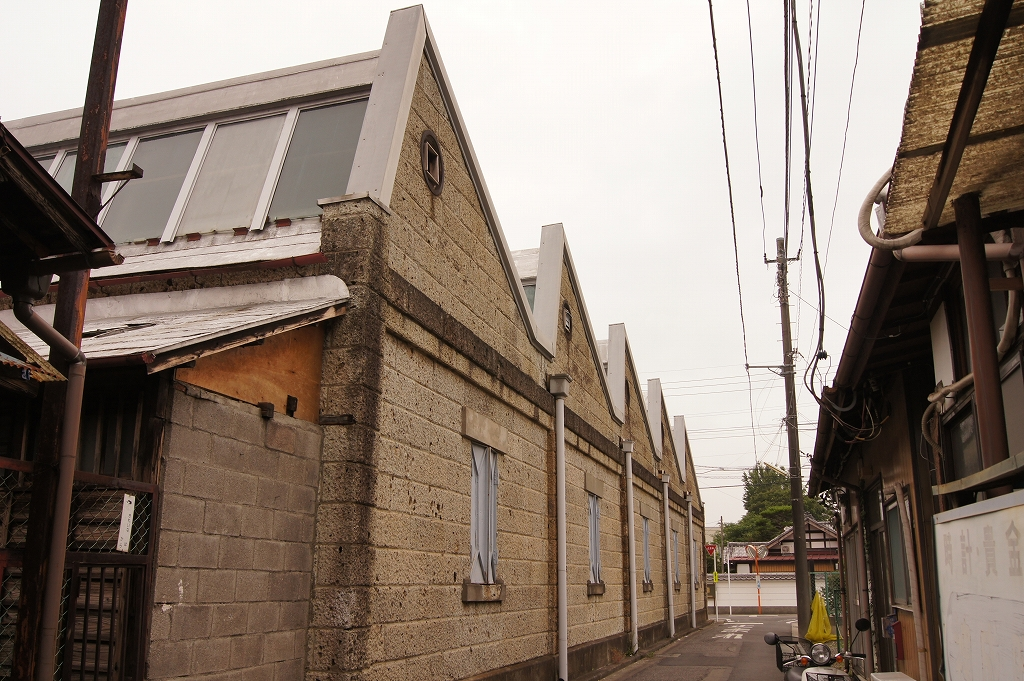
旧曽我織物工場

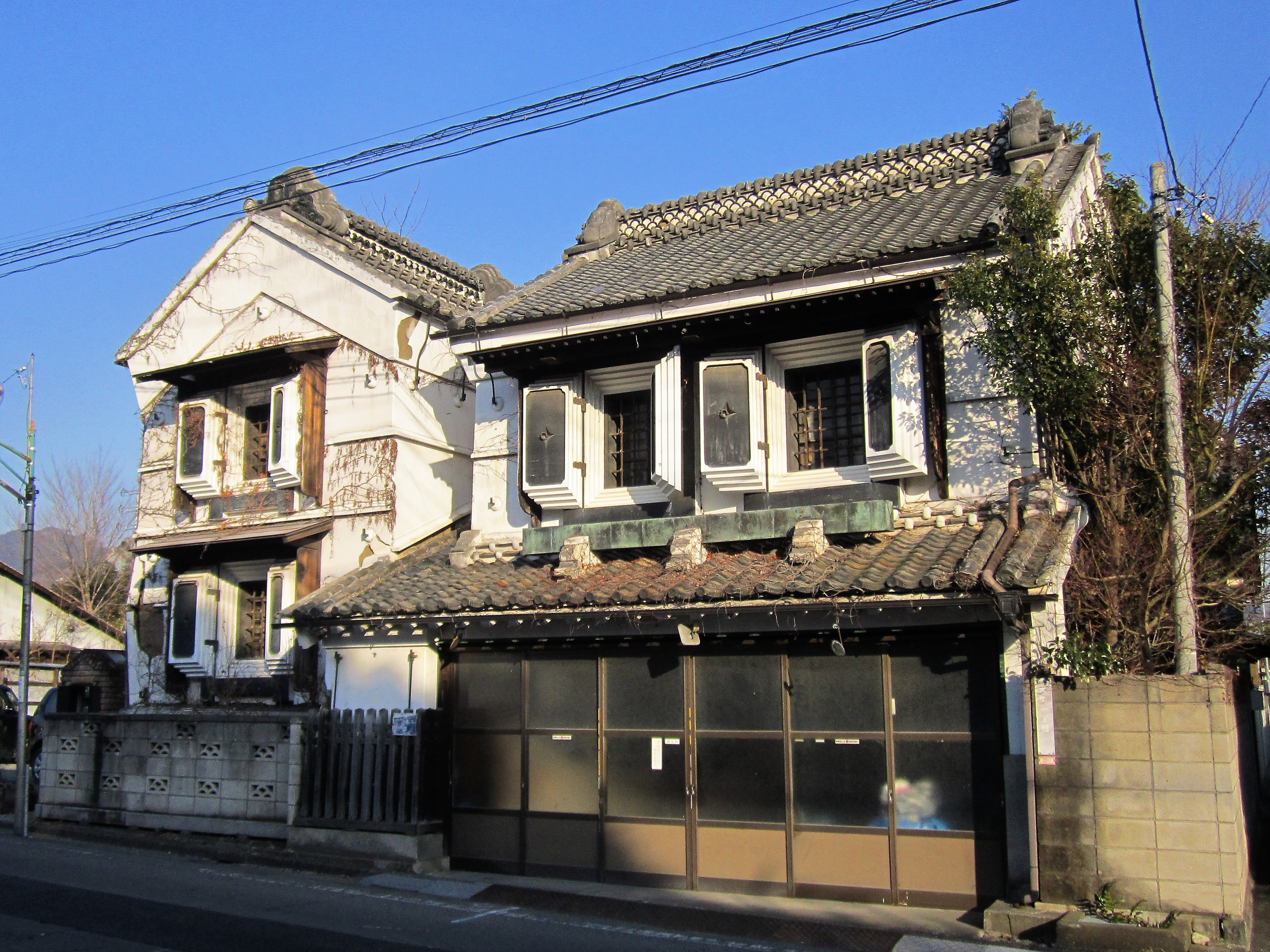
平田家住宅店舗・店蔵

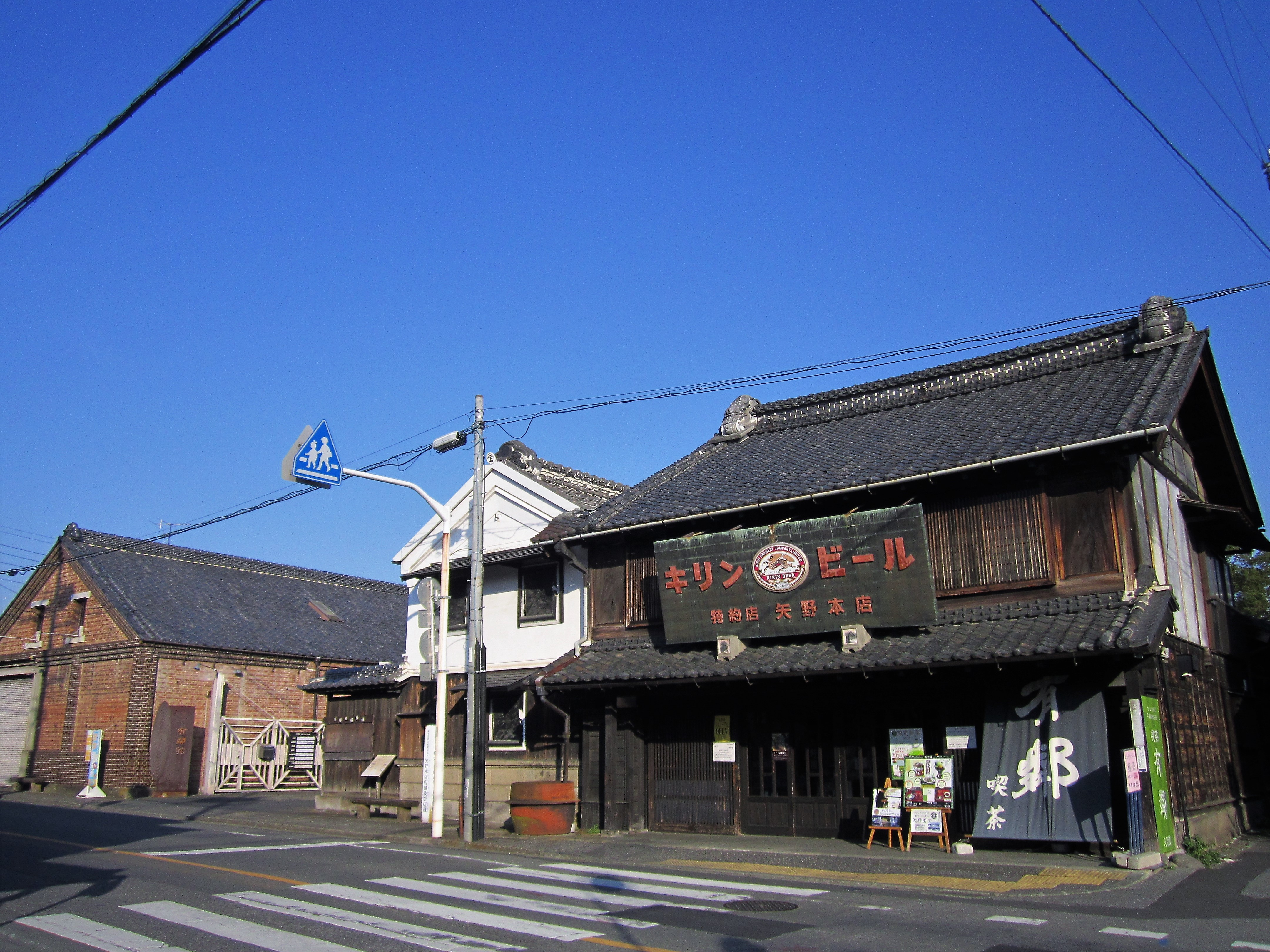
矢野本店店舗・店蔵

桐生新町（きりゅうしんまち）は、上野国（群馬県）山田郡にあった町である。現在の桐生市本町と横山町にあたる。町屋や土蔵、鋸屋根の織物工場など多種多様な建造物が残されており、国の重要伝統的建造物群保存地区として選定されている。2015年4月24日、「かかあ天下－ぐんまの絹物語－」の構成文化財として日本遺産にも認定される。

## 概要
桐生新町は上野国の東部を占める桐生領の拠点として、桐生川の渓口に位置する山田郡荒戸村と久保村の一部を割いて建設された。当初は荒戸新町と呼ばれたが、後に桐生新町と改称された。桐生織の産地である桐生地域は、両毛機業地帯の中心地として栄えた。現在も町立て当初の地割りが残っている。

## 歴史
桐生は天正18年（1590年）に徳川氏の領地となったが、それまでの由良氏の城下町（久保村、現在の梅田町一丁目）が手狭であったことから、荒戸原の赤城ノ森（現在の天神町一丁目）から久保村の南端（現在の本町二丁目）までの土地に新町を建設することを計画した。徳川氏の代官であった大久保長安の命を受け、桐生領に派遣された手代の大野八右衛門によって、天正19年（1591年）から慶長11年（1606年）にかけて段階的に建設された。
天正19年（1591年）に、久保村から下瀞堀に通じる街道を幅5間に拡げ、その街道の両側に、間口6間から6間3尺ほど、奥行き40間ほどの短冊状の町割りを行い、新町一丁目・二丁目とした。隣接する丘陵地に陣屋を構え、桐生陣屋と新町を結ぶ通路に沿って横町（現在の横山町）が建設され、久保村の梅原天神社（桐生天満宮）が赤城ノ森に移されるなど、町並みが整えられた。
慶長10年（1605年）には、南の下瀞堀（現在のコロンバス通り）まで町割りを行い、三丁目から六丁目が建設された。新宿村の浄運寺が六丁目に移され、慶長11年（1606年）に新町が完成する。
以後、桐生新町は市場町として栄え、天満宮境内で開かれていた絹市は、元禄2年（1689年）からは三丁目の市神社境内でも開かれるようになった。元文3年（1738年）に京都から高機が伝わり、複雑な紋様を特徴とする「飛紗綾」が織られるようになると、新町で開かれる絹市は「紗綾市」と呼ばれ、関東有数の絹市として発展した。
明治22年（1889年）の町村制施行に伴い、桐生新町は新宿村、安楽土村、下久方村、上久方村平井と合併して桐生町となった。